# Buraco do Cão
Buraco do Cão ou "Bolo de Noiva", é o nome de uma caverna localizada na cidade de Seabra, Área de Proteção Ambiental Marimbus-Iraquara, na Chapada Diamantina, região central do estado brasileiro da Bahia.
A gruta compõe um conjunto de oito cavernas que eram abertas à visitação na Área de Proteção, dentre as cento e vinte nove catalogadas. No Cadastro Nacional de Cavernas possui identificação BA-180.
O nome da gruta traz o termo "buraco" com o significado de "caverna", abertura natural no chão, sendo este o termo determinante do topônimo, que pode ser comprovado no relato de seu acesso feito por espeleólogos: "a descida até a entrada da gruta é uma aventura em si, já que o visitante tem que se equilibrar em escadas rústicas e enfrentar passagens íngremes para descer dentro de um “sumidouro” (dolina).”.